# Puchar świata w rugby league kobiet
Puchar świata w rugby league kobiet (ang. Rugby League World Cup) – międzynarodowy turniej rugby league organizowany przez Międzynarodową Federację Rugby League (RLIF) dla żeńskich reprezentacji narodowych. Pierwsze mistrzostwa wystartowały w 2000 roku w Wielkiej Brytanii i uczestniczyły 8 żeńskie drużyny narodowe. Rozgrywki odbywają się od 2013 regularnie co cztery lata. Najwięcej tytułów mistrzowskich zdobyła reprezentacja Nowej Zelandii.

## Wyniki
| Rok                                 | Organizator       | T |           | Finał         | Finał     | Finał               |       | Mecz o 3 miejsce | Mecz o 3 miejsce | Mecz o 3 miejsce          |  | Uwagi     |
| Rok                                 | Organizator       | T | Zwycięzca | Wynik         | Finalista | III miejsce         | Wynik | IV miejsce       |                  |                           |  | Uwagi     |
| Puchar świata w rugby league kobiet |                   |   |           |               |           |                     |       |                  |                  |                           |  |           |
| 2000                                | Wielka Brytania   | 1 |           | Nowa Zelandia | 26–4      | Wielka Brytania     |       | ?                |                  | ?                         |  | 8 drużyn  |
| 2005                                | Nowa Zelandia     | 2 |           | Nowa Zelandia | 58–0      | Nowa Zelandia Maori |       | ?                |                  | ?                         |  | 8 drużyn  |
| 2008                                | Australia         | 3 |           | Nowa Zelandia | 34–0      | Australia           |       | Anglia           | 32–6             | Wyspy Australii i Oceanii |  | 8 drużyn  |
| 2013                                | Anglia            | 1 |           | Australia     | 22–12     | Nowa Zelandia       |       | Anglia           | 54–0             | Francja                   |  | 4 drużyny |
| 2017                                | Australia         | 2 |           | Australia     | 23–16     | Nowa Zelandia       |       | Kanada           | Wspólnie         | Anglia                    |  | 6 drużyn  |
| 2021                                | Anglia            |   |           |               |           |                     |       |                  |                  |                           |  | ? drużyn  |
| 2025                                | Stany Zjednoczone |   |           |               |           |                     |       |                  |                  |                           |  | ? drużyn  |

## Klasyfikacja medalowa
W dotychczasowej historii Pucharu świata na podium oficjalnie stawało w sumie 6 drużyn. Liderem klasyfikacji jest Nowa Zelandia, która zdobyła złote medale mistrzostw 3 razy.
Stan na grudzień 2018.
| Lp. | Reprezentacja       | Miejsca na podium | Miejsca na podium | Miejsca na podium | Zwycięskie sezony |   |   |                  |
| --- | ------------------- | ----------------- | ----------------- | ----------------- | ----------------- | - | - | ---------------- |
| Lp. | Reprezentacja       | 1.                | Nowa Zelandia     | 3                 | Zwycięskie sezony | 2 | 0 | 2000, 2005, 2008 |
| 2.  | Australia           | 2                 | 3                 | 0                 | 2013, 2017        |   |   |                  |
| 3.  | Wielka Brytania     | 0                 | 1                 | 0                 |                   |   |   |                  |
| 3.  | Nowa Zelandia Maori | 0                 | 1                 | 0                 |                   |   |   |                  |
| 5.  | Anglia              | 0                 | 0                 | 3                 |                   |   |   |                  |
| 6.  | Kanada              | 0                 | 0                 | 1                 |                   |   |   |                  |